# 당신은 저승님
《당신은 저승님》(일본어: 君は冥土様 기미와 메이도 사마[*])은 쇼탄이 지은 일본 만화다. 쇼가쿠칸의 선데이 웨브리 웹사이트에서 2020년 6월부터 연재를 시작했다.

## 줄거리
고교생 요코야 히토요시에게 어느 날 집을 찾아온 메이드가 "나를 고용해 주었으면 한다"고 부탁한다. 전직은 살인자, 특기는 암살이라는 이색의 경력을 가진 그녀에게 당황한 히토요시는, 한 번은 부탁을 거절해 버리지만, 어쩌다 그녀에게 생명을 구해진 것을 계기로 생각을 바꾸어, 피고용인으로 맞이한다. 그러나 그 메이드 유키는, 가사에 관해서는 완전 초보자이며, 또한 천연의 도짓코였다. 그래도 히토요시는 그녀와 보내는 동안 그 순진함, 한결같음을 접하고 어느덧 호의를 가지게 된다. 그리고 유키도 히토요시와 만난 것으로 조금씩 감정을 싹트게 하는 것이었다.

## 등장인물

### 주요 인물
요코야 히토요시(横谷人好)
성우 - 쿠마가이 토시키
본작의 주인공. 본편 개시 시점에서는 15세로, 제10화에서 16세가 되었다. 1월 1일생.
부모는 부재하고 어머니와 여동생 리코와는 멀리 살고 있다. 가사는 자신이 아닌 것 같고, 제1화에서는 집안에 물건이 산란하고 있는 상태였다.
유키(雪)
성우 - 우에다 레이나
본작의 히로인으로, 히토요시의 집에서 하인으로서 고용된 여성. 추정 연령 21세.
이름은, 그녀가 겨울 출생인 것에 연관된 히토요시가 지은 것.
기본 메이드 옷 차림으로, 고등학교에서는 히토요시의 사촌으로 같은 반에 편입해, 그 때 그와 같은 '요코야' 성을 자칭하고 있다.
요코야 리코(横谷李恋)
성우 - 이이다 히카루
히토요시의 여동생. 11세. 4월 4일생. 현재는 어머니와 살고 있다.
그레이스(グレイス)
성우 - Lynn
유키를 쫓아 일본에 온 암살자겸 정보상.
아게모치 타로(あげもち太郎)
성우 - 마츠이 에리코
히토요시 집 앞에 버려져 있던 강아지.

### 학교
쿠로카와 타이가(黒川大河)
성우 - 나가츠카 타쿠마
히토요시 클래스메이트인 소년으로 그의 소꿉친구.
야마시타 코바치(山下小鉢)
성우 - 아마사키 코헤이
히토요시 클래스메이트인 소년으로 그의 소꿉친구.
히카게 나카(日陰ナカ)
성우 - 이나가키 코노미
히토요시 클래스메이트인 소녀.
히카게 타츠(日陰武)
성우 - 후루카와 마코토
학생회장. 나카의 오빠.
에노메 니시키(鰀目錦綺)
성우 - 토키 슌이치
학생회의 멤버 중 한 명.
에노메 미즈치(鰀目水薙)
성우 - 아오키 루리코
학생회의 멤버 중 한 명.

### 히토요시의 가족
요코야 아라타(横谷新)
성우 - 모리카와 토시유키
히토요시의 아버지. 히토요시가 어릴 적에 아내(히토요시의 어머니)와는 이혼하고 있다.
히토요시의 어머니.
성우 - 마츠이 에리코
남편 아라타와는 이혼했으며, 현재는 리코와 둘이서 살고 있다.

### 유키의 관계자
장 이싱(張宜興)
유키의 암살자 시절에 신세를 지고 있던 심부름 센터.
안나(アンナ)
성우 - 이치노세 카나
유키의 여동생으로 Nazca의 전속 보디가드.
하무로(葉室)
성우 - 쥬쿠 잇큐
유키가 한때 고용주로 섬기고 있던 노인. 고인.

### 그 외의 등장인물
Nazca
성우 - 하야미 사오리
세계적으로 유명한 여성 아티스트이며 안나의 고용주.
카츠타 후쿠(勝田福)
성우 - 카네다 토모코
히토요시가 사는 마을의 상가에 있는 카츠다 반찬 가게를 운영하는 노부인.

## 서지 정보
- 쇼탄 《당신은 저승님》 쇼가쿠칸 〈선데이 웨브리 코믹스〉
  1. 2020년 10월 12일 발매, ISBN 978-4-09-850306-3
  2. 2021년 2월 12일 발매, ISBN 978-4-09-850403-9
  3. 2021년 7월 12일 발매, ISBN 978-4-09-850549-4
  4. 2021년 12월 10일 발매, ISBN 978-4-09-850812-9
  5. 2022년 5월 12일 발매, ISBN 978-4-09-851138-9
  6. 2022년 11월 10일 발매, ISBN 978-4-09-851353-6
  7. 2024년 1월 12일 발매, ISBN 978-4-09-853082-3
  8. 2024년 8월 8일 발매, ISBN 978-4-09-853505-7
  9. 2024년 10월 3일 발매, ISBN 978-4-09-853623-8
  10. 2025년 3월 12일 발매, ISBN 978-4-09-854002-0

## TV 애니메이션
2024년 10월부터 12월까지 TV 아사히 계열 NUMAnimation 시간대 등에서 방송되었다.

### 스태프
- 원작 - 쇼탄
- 감독·음향 감독 - 와타나베 아유무
- 시리즈 구성 - 아카오 데코
- 캐릭터 디자인 - 쿠라시마 토모야스
- 메인 애니메이터 - 오기와라 미치루
- 미술 감독·미술 설정 - 니시야마 마사키
- 색채 설계 - 타나카 치하루
- 촬영 감독 - 야마모토 유스케
- CG 디렉터 - 스즈키 마사오미
- 편집 - 히로세 키요시
- 음향 효과 - 오쿠다 이키
- 음악 - 토쿠다 마사히로
- 치프 프로듀서 - 시라쿠라 유키코, 이이즈미 코이치, 비젠지마 미키히토
- 프로듀서 - 엔도 카즈키, 쿠라시마 요이치, 니시 아키라, 미즈타니 케이, 후지사와 유스케, 나카가와 에이미, 나카 토모히토, 마츠이 유코
- 애니메이션 프로듀서 - 사사키 켄타
- 애니메이션 제작 - FelixFilm
- 제작 - 당신은 저승님 제작위원회

### 주제가
방문(おとずれ)
tricot에 의한 오프닝 테마. 작사는 나카지마 잇큐, 작곡·편곡은 tricot.
표정의 차이(表情差分)
DUSTCELL에 의한 엔딩 테마. 작사·작곡·편곡은 Misumi.

### 에피소드 목록
| 화수   | 제목 | 각본            | 그림 콘티         | 연출                                  | 작화 감독                                                                                             | 총작화 감독 | 방송일          |
| ------ | --- | --------------- | ----------------- | ------------------------------------- | --- | --- | --------------- |
| 제1화  | 君と運命の出会い。 당신과 운명적인 만남                                                                              | 아카오 데코     | 와타나베 아유무   | 하리마 유우                           | 무라야마 아카네 하시모토 호다카                                                                       | 오기와라 미치루 | 2024년 10월 6일 |
| 제2화  | 君は知りたい。 당신은 알고 싶다                                                                                      | 아카오 데코     | 마키노 토모에     | 마키노 토모에                         | 이치하시 유이치 무라야마 아카네 코지마 유카                                                           | 미시마 치에 | 10월 13일       |
| 제3화  | 君は雪さん。 당신은 유키 씨                                                                                          | 아카오 데코     | 노부타 유우       | 노부타 유우 하마다 쇼                 | 요네다 키시 무라야마 아야네 사토 히토미 劉軍 王立兵 朱朱 EN.studio                                    | 야마자키 리리카 | 10월 20일       |
| 제4화  | 君は逃さない。 당신은 놓치지 않는다                                                                                  | 아카오 데코     | 토모다 마사하루   | 토모다 마사하루 요시나가 하루카       | 이치하시 유이치 코지마 유카 하시모토 호다카                                                           | 미시마 치에 | 10월 27일       |
| 제5화  | 君の護りたいもの。 당신이 지키고 싶은 것                                                                             | 시노즈카 토모코 | 츠지 하츠키       | 하마다 쇼                             | 모리사다 쿤페이 하시모토 호다카 와다 카츠유키 코지마 유카                                             | 모리야마 타케시 | 11월 3일        |
| 제6화  | 君は割と寂しがりや。 당신은 의외로 외로움을 탄다                                                                     | 아카오 데코     | 야타가이 켄이치   | 하마다 쇼                             | SAI YUKI 杭新華                                                                                       | 쿠리타 사토미 張鵬 SAI 葉増堯                                                                                          | 11월 10일       |
| 제7화  | 君は遂にそこに気付いた。 -THE HALLOWEEN NIGHT WITH YOU- 당신은 드디어 그걸 알아차렸다 -THE HALLOWEEN NIGHT WITH YOU- | 아카오 데코     | 시키시마 히로히데 | 야부우치 유우                         | 카네다 에이지 코노 케이코 사이토 치히로 쿠마가이 카요코 와시다 토시야                                 | 미시마 치에 | 11월 17일       |
| 제8화  | 君と食欲の秋。 당신과 소스의 가을                                                                                    | 시노즈카 토모코 | 코바야시 타카시   | 코바야시 타카시                       | 와다 카츠유키 히네노 유코 요네다 키시                                                                 | 유이 테츠타로 張鵬 | 11월 24일       |
| 제9화  | 君と文化の段。 당신과 문화의 단계                                                                                    | 시노즈카 토모코 | 츠지 하츠키       | 시라이시 미치타                       | 코지마 유카 히네노 유코 STUDIO MASSKET                                                                | 미시마 치에 유이 테츠타로 이시이 유미코 張鵬 모리카와 유키 아라이 토모유키 후펑청 葉增堯                               | 12월 1일        |
| 제10화 | 君と禁断の果実。 당신과 금단의 과실                                                                                  | 아카오 데코     | 노부타 유우       | 노부타 유우 하마다 쇼 요시나가 하루카 | 이치하시 유이치 히네노 유코 張鵬                                                                      | 모리야마 타케시 | 12월 8일        |
| 제11화 | 君の祈りは神の祈り。 당신의 기도는 신의 기도                                                                         | 시노즈카 토모코 | 츠지 하츠키       | 야부우치 유우                         | 이카이 카즈유키 코즈키 요스케 쇼우지 신이치 나카무라 요시코 마루 히데오 사이토 치히로 쿠마가이 카요코 | 미시마 치에 모리카와 유키 張鵬                                                                                         | 12월 15일       |
| 제12화 | 君たちによる福音。 당신들로 인한 복음                                                                                | 아카오 데코     | 우메츠 토모미     | 우메츠 토모미                         | 요네다 키시 무라야마 아야네 하시모토 호다카 이치하시 유이치                                           | 오기와라 미치루 미시마 치에 나카노 케이야 사토 히토미 張鵬 아라이 토모유키 모리카와 유키 모리야마 타케시 유이 테츠타로 | 12월 22일       |

| TV 아사히 계열 NUMAnimation | TV 아사히 계열 NUMAnimation | TV 아사히 계열 NUMAnimation |
| 이전 작품                   | 작품명                      | 다음 작품                   |
| --------------------------- | --------------------------- | --------------------------- |
| 소시민 시리즈(제1기)        | 당신은 저승님               | 메달리스트(제1기)           |